# Bucculatrix transversata
Bucculatrix transversata är en fjärilsart som beskrevs av Braun 1910. Bucculatrix transversata ingår i släktet Bucculatrix och familjen kronmalar. Inga underarter finns listade i Catalogue of Life.